# Вьё-Фюме
Вьё-Фюме́ (фр. Vieux-Fumé) — коммуна во Франции, находится в регионе Нижняя Нормандия. Департамент коммуны — Кальвадос. Входит в состав кантона Бретвиль-сюр-Лез. Округ коммуны — Кан.
Код INSEE коммуны — 14749.

## Население
Население коммуны на 2010 год составляло 440 человек.
| 1962 | 1968 | 1975 | 1982 | 1990 | 1999 | 2010 |
| ---- | ---- | ---- | ---- | ---- | ---- | ---- |
| 285  | 273  | 274  | 304  | 362  | 334  | 440  |

## Экономика
В 2010 году среди 299 человек трудоспособного возраста (15—64 лет) 229 были экономически активными, 70 — неактивными (показатель активности — 76,6 %, в 1999 году было 69,0 %). Из 229 активных жителей работали 220 человек (119 мужчин и 101 женщина), безработных было 9 (6 мужчин и 3 женщины). Среди 70 неактивных 22 человека были учениками или студентами, 32 — пенсионерами, 16 были неактивными по другим причинам.